# Topkapi (single)
Topkapi is een van de twee Nederlandstalige singles van Mariska Veres. De andere is Dag en nacht. Ze dateren van Mariska’s tijd van voor Shocking Blue. Veres stond toen voornamelijk bekend onder alleen haar voornaam. Dat gaf wat problemen bij deze release. De platenhoes vermeldde Mariska Veres, het platenlabel alleen Mariska. Mariska is dan rond de zeventien jaar. Ze had net meegedaan aan een talentenjacht en mocht toen een plaatje opnemen bij Bovema uit Heemstede. De single flopte en het platencontract voor zover het er was werd beëindigd.
Topkapi is een cover van het lied The palace museum geschreven door Manos Hadjidakis uit de film Topkapi uit 1963. René Berg schreef er een Nederlandse tekst bij. Het kreeg de subtitel Als de mandolinen klinken. De Griekse achtergrond is nog waarneembaar in de muziek.
Is het waar?, de B-kant, was een cover van Is it true van songwriters duo Ken Lewis en John Carter. Dat lied is bekend geworden in de uitvoering van Brenda Lee. Is het waar? kreeg een Nederlandse tekst door Guus van Amstel.
De Duitse zangeres Conny Froboess bracht in die tijd een single uit met dezelfde nummers, maar dan in het Duits gezongen: Diese Nacht hat viele Lichter en Ist es wahr. De orkestband van Kurt Edelhagen werd ook voor de Nederlandstalige uitvoeringen van Mariska gebruikt